# Dirk Weber
Dirk Weber (Zwijndrecht, 1965) is een Nederlandse kinderboekenschrijver.
Dirk Weber studeerde Europese studies in Amsterdam maar werd vormgever. Zijn eerste boek kwam in 2005 uit bij Querido. Kies mij! kreeg in 2006 een Vlag en Wimpel van de Griffeljury. Voor Duivendrop dat in 2008 uitkwam kreeg hij een Zilveren Griffel. Hij of Ik is een van de kerntitels van de Jonge Jury voor 2012. Met zijn boek De goochelaar, de geit en ik won Dirk Weber in 2014 de Thea Beckmanprijs en in 2015 een Zilveren Griffel. Met Welkom thuis, chrononauten won hij in 2025 een Zilveren Griffel.